# ГЕС Палісейдс
ГЕС Палісейдс — гідроелектростанція у штаті Айдахо (Сполучені Штати Америки). Знаходячись перед ГЕС Айдахо-Фоллс-Аппер (8 МВт), становить верхній ступінь каскаду на річці Снейк, лівій притоці Колумбії (має устя на узбережжі Тихого океану на межі штатів Вашингтон та Орегон).
В межах проекту річку перекрили земляною греблею висотою 82 метри та довжиною 640 метрів, яка потребувала 10,4 млн м3 матеріалу. Вона утримує витягнуте по долині Снейк на 32 км водосховище з площею поверхні 65,4 км2 та об'ємом 1,73 млрд м3 (корисний об'єм 1,48 млрд м3), в якому припустиме коливання рівня у операційному режимі між позначками 1676 та 1713 метрів НРМ.
Пригреблевий машинний зал обладнано чотирма турбінами типу Френсіс потужністю по 44,2 МВт, які при напорі до 74 метрів (номінальний напір 58 метрів) забезпечують виробництво 517 млн кВт-год електроенергії на рік.
Видача продукції відбувається по ЛЕП, розрахованій на роботу під напругою 115 кВ.